# 古賀正浩
古賀 正浩（こが まさひろ、1934年8月5日 - 2002年9月6日）は、日本の政治家。衆議院議員（5期）。

## 経歴
父の任地である朝鮮半島平安北道で生まれる。福岡県久留米市で育ち、福岡県立明善高等学校及び東京大学法学部を卒業し、国家公務員一種試験に合格し農林水産省勤務（入省時は農林省）。福岡県農政部長、農林水産省農業協同組合課長などを歴任。
1982年に退官。1983年第37回衆議院議員総選挙では自民党木曜クラブ新人候補として立候補し落選、1986年第38回衆議院議員総選挙で旧福岡3区で初当選（中選挙区制であった当時、旧福岡3区には同じ古賀姓の議員古賀一成、古賀誠がおり、「三古賀」と呼ばれた）。1987年7月経世会、1992年12月改革フォーラム21の旗揚げに参加。1991年11月宮澤内閣で渡部恒三通産相の下で政務次官も経験している。
1993年6月自民党を離党し新生党結成に参加、直後の衆院選で最多得票で当選、1994年新進党結党に参加。
1996年10月初の小選挙区比例代表並立制による衆院選では、中選挙区時代のライバルで高校・大学の後輩の古賀一成とのコスタリカ方式が功を奏し小選挙区勝利で当選。1997年12月新進党が分党する直前に離党し無所属を経て自民党に復党し経世会を前身とする平成研究会（小渕派）に入会。1998年8月、衆議院商工委員長に就任。
2000年6月衆院選では、古賀一成を破り当選（古賀一成は比例復活）した。
2001年頃より体調を崩して入退院を繰り返していたが、議員在職中の2002年9月6日、東京都新宿区の国立国際医療センターで死去した。68歳没。死没日付をもって正四位勲二等に叙され、旭日重光章を追贈された。追悼演説は同年11月5日の衆議院本会議で、久間章生により行われた。
古賀正浩死去に伴う欠員補充となる衆議院福岡県第6区補欠選挙は同年10月27日の統一補選で執行され、民主党所属となっていた古賀一成が同選挙区への鞍替えを目指し立候補（比例九州ブロック選出であったが立候補に伴い退職（自動失職））したが、自由民主党は荒巻隆三を擁立して古賀一成を下し、議席を確保した。